# Villa Sepp
Villa Sepp è un edificio di Firenze, situato in piazza d'Azeglio 30-33, angolo via della Colonna 2.

## Storia e descrizione
Si tratta di un grande edificio, con il fronte principale arretrato rispetto alla linea stradale e dai caratteri che lo qualificano propriamente come villa, eretto su progetto dell'architetto Giuseppe Carlo Calderini tra il 1869 e il 1870. Fu originariamente residenza dell'ambasciatore del Cile, Pietro Sepp, che tuttavia lasciò l'edificio in concomitanza con il trasferimento della capitale a Roma nel 1871.
Il carattere signorile della residenza è reso a partire dal muro di cinta del giardino, coronato da una balaustrata in pietra artificiale che si sviluppa senza soluzione di continuità sui due lati. Il fronte principale della villa, che guarda a via della Colonna, è organizzato su due piani per cinque assi: al piano terreno un avancorpo determina un'ampia terrazza di servizio agli ambienti del primo piano e, al tempo stesso, il loggiato d'accesso, con volticciole interamente decorate a grottesche secondo modelli cinquecenteschi. Il fronte che guarda alla piazza, di quattro assi, presenta al piano terreno il parato a ricorsi di pietra in malta, e al piano superiore un terrazzo che mette in comunicazione le due finestre centrali.
È stata sede dell'Istituto Sperimentale per lo Studio e la Difesa del Suolo. La struttura è stata interessata da un intervento di restauro nel 1967, eseguito su progetto dell'ingegnere Giovanni Poggiolini. Dal 2020, al termine di un nuovo progetto di restauro conservativo, è sede di uffici.